# Népzene

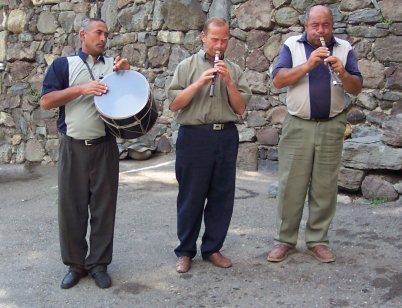
Örmény népzenészek

A népzene valamely nép vagy népcsoport zenei hagyományainak összessége, amelybe beletartozik a hangszeres zene és a népdal egyaránt.
Minden népzene legfőbb sajátsága az összetartó, közös stílushagyomány, mely azonban szintén történeti fejlemény s ezért a maga egységén belül sokféle árnyalatot ismer: átvett, beolvasztott rétegeket, a nép vándorlásainak, letelepülésének, érintkezéseinek emléket, műzene-nyomokat stb. Nyugat-Európában, ahol a népzene a középkor vége óta szervesen beleolvad a művészi zenébe, ez idő óta a városi polgárság népszerű dallamvilága is népzenének számít, míg Kelet-Európában csak a falusi földműves lakosság hagyományos, közös dallamait, a parasztzenét nevezhetjük igazán népzenének.

## Jellemzői
A népzene a műzene ellentétjeként úgy is meghatározható, hogy szerzője ismeretlen, nem konkrét személy; a népzene dallama, ritmusa nem áll szigorú kötöttségek alatt, az idők során változhat, módosulhat.
A kettő határán mozog a népies műzene, illetve a folklorizálódott műzene (ezeknek a szerzője általában ismert).
Népies műzenének a népzenei ihletésű műzenét nevezzük, folklorizálódott műzenének pedig azokat az műzenéket, amelyek a népzene világába kerülve, ott átformálódva elnépiesedtek az ízlésformáló közösség igényei szerint.
Minden fejlettebb civilizáció kialakította a maga népi és műzenéjét. A kettő egymást kiegészíti. A népzenét naiv művészek játsszák és a helyi közösségek formálják ízlésükkel. A műzenét az előkelő körök hivatásos művészei, zeneszerzői, előadóművészei és az előkelőkre vonatkozó hagyományok, divatok formálják.
A hagyományos népi kultúrát, amelytől nem elválasztható a népzene, szerves műveltségnek szokás nevezni, utalva arra, hogy az egy szerves, egész világnézetre épül.
A mai, átformálódott társadalmunkban a fejlett országokban megjelent a könnyűzene fogalma, amely a népzenét formáló helyi kulturális közösségek fölbomlását és új egységes társadalom kialakítását segíti elő. Népzenévé azonban a tömegtájékoztató eszközök, a szórakoztató ipar befolyása és a helyi kulturális közösségek fölbomlása miatt nem válhat. Ezzel együtt a népzene fokozatosan elhal, ahogyan az a társadalmi forma is, amelyben gyökerezik. Ezen folyamatok fölismerése indította az értelmiségieket az eltűnőben lévő hagyományok lejegyzésére, megőrzésére. A népzenekutatás a teljes népi kultúrának csak egy részét vizsgálja.

## A népzene helye a másfajta zenék mellett
|  |  |  |  |                              |                              |                              |                              |                                                                        |                                                                        |                                                                        |                                                                        |                                                                        |                                                                        |                                                                 |                                                                 |                                                                 |                                                                 |         |         |               |               |               |               |                  |                  |                  |                  |                  |                  |          |          |          |          |  |  |                                                         |                                                         |                                                         |                                                         |                                                         |                                                         |                   |                   |                                                         |                                                         |                                                         |                                                         |                                                         |                                                         |  |  |  |  |  |  |  |  |  |  |  |  |  |  |  |  |  |  |  |  |  |  |  |  |  |  |  |  |  |  |  |  |  |  |  |  |
|  |  |  |  |                              |                              |                              |                              |                                                                        |                                                                        |                                                                        |                                                                        |                                                                        |                                                                        |                                                                 |                                                                 | Zenefajták                                                      |                                                                 |         |         |               |               |               |               |                  |                  |                  |                  |                  |                  |          |          |          |          |  |  |                                                         |                                                         |                                                         |                                                         |                                                         |                                                         |                   |                   |                                                         |                                                         |                                                         |                                                         |                                                         |                                                         |  |  |  |  |  |  |  |  |  |  |  |  |  |  |  |  |  |  |  |  |  |  |  |  |  |  |  |  |  |  |  |  |  |  |  |  |
|  |  |  |  |                              |                              |                              |                              |                                                                        |                                                                        |                                                                        |                                                                        |                                                                        |                                                                        |                                                                 |                                                                 |                                                                 |                                                                 |         |         |               |               |               |               |                  |                  |                  |                  |                  |                  |          |          |          |          |  |  |                                                         |                                                         |                                                         |                                                         |                                                         |                                                         |                   |                   |                                                         |                                                         |                                                         |                                                         |                                                         |                                                         |  |  |  |  |  |  |  |  |  |  |  |  |  |  |  |  |  |  |  |  |  |  |  |  |  |  |  |  |  |  |  |  |  |  |  |  |
|  |  |  |  |                              |                              |                              |                              |                                                                        |                                                                        |                                                                        |                                                                        |                                                                        |                                                                        |                                                                 |                                                                 |                                                                 |                                                                 |         |         |               |               |               |               |                  |                  |                  |                  |                  |                  |          |          |          |          |  |  |                                                         |                                                         |                                                         |                                                         |                                                         |                                                         |                   |                   |                                                         |                                                         |                                                         |                                                         |                                                         |                                                         |  |  |  |  |  |  |  |  |  |  |  |  |  |  |  |  |  |  |  |  |  |  |  |  |  |  |  |  |  |  |  |  |  |  |  |  |
|  |  |  |  |                              |                              |                              |                              | Nagy múltú zeneelméleti, zenetudományi alapokkal rendelkező zenefajták | Nagy múltú zeneelméleti, zenetudományi alapokkal rendelkező zenefajták | Nagy múltú zeneelméleti, zenetudományi alapokkal rendelkező zenefajták | Nagy múltú zeneelméleti, zenetudományi alapokkal rendelkező zenefajták | Nagy múltú zeneelméleti, zenetudományi alapokkal rendelkező zenefajták | Nagy múltú zeneelméleti, zenetudományi alapokkal rendelkező zenefajták |                                                                 |                                                                 | Népzene                                                         | Népzene                                                         | Népzene | Népzene | Népzene       | Népzene       |               |               | Alkalmazott zene | Alkalmazott zene | Alkalmazott zene | Alkalmazott zene | Alkalmazott zene | Alkalmazott zene |          |          |          |          |  |  |                                                         |                                                         |                                                         |                                                         | Szórakoztató zene                                       | Szórakoztató zene                                       | Szórakoztató zene | Szórakoztató zene | Szórakoztató zene                                       | Szórakoztató zene                                       |                                                         |                                                         |                                                         |                                                         |  |  |  |  |  |  |  |  |  |  |  |  |  |  |  |  |  |  |  |  |  |  |  |  |  |  |  |  |  |  |  |  |  |  |  |  |
|  |  |  |  |                              |                              |                              |                              | Nagy múltú zeneelméleti, zenetudományi alapokkal rendelkező zenefajták | Nagy múltú zeneelméleti, zenetudományi alapokkal rendelkező zenefajták | Nagy múltú zeneelméleti, zenetudományi alapokkal rendelkező zenefajták | Nagy múltú zeneelméleti, zenetudományi alapokkal rendelkező zenefajták | Nagy múltú zeneelméleti, zenetudományi alapokkal rendelkező zenefajták | Nagy múltú zeneelméleti, zenetudományi alapokkal rendelkező zenefajták |                                                                 |                                                                 | Népzene                                                         | Népzene                                                         | Népzene | Népzene | Népzene       | Népzene       |               |               | Alkalmazott zene | Alkalmazott zene | Alkalmazott zene | Alkalmazott zene | Alkalmazott zene | Alkalmazott zene |          |          |          |          |  |  |                                                         |                                                         |                                                         |                                                         | Szórakoztató zene                                       | Szórakoztató zene                                       | Szórakoztató zene | Szórakoztató zene | Szórakoztató zene                                       | Szórakoztató zene                                       |                                                         |                                                         |                                                         |                                                         |  |  |  |  |  |  |  |  |  |  |  |  |  |  |  |  |  |  |  |  |  |  |  |  |  |  |  |  |  |  |  |  |  |  |  |  |
|  |  |  |  |                              |                              |                              |                              |                                                                        |                                                                        |                                                                        |                                                                        |                                                                        |                                                                        |                                                                 |                                                                 |                                                                 |                                                                 |         |         |               |               |               |               |                  |                  |                  |                  |                  |                  |          |          |          |          |  |  |                                                         |                                                         |                                                         |                                                         |                                                         |                                                         |                   |                   |                                                         |                                                         |                                                         |                                                         |                                                         |                                                         |  |  |  |  |  |  |  |  |  |  |  |  |  |  |  |  |  |  |  |  |  |  |  |  |  |  |  |  |  |  |  |  |  |  |  |  |
|  |  |  |  | Klasszikus zene (Komolyzene) | Klasszikus zene (Komolyzene) | Klasszikus zene (Komolyzene) | Klasszikus zene (Komolyzene) | Klasszikus zene (Komolyzene)                                           | Klasszikus zene (Komolyzene)                                           |                                                                        |                                                                        | Európán kívüli műzenék (arab, indiai, kínai, japán, indonéziai)        | Európán kívüli műzenék (arab, indiai, kínai, japán, indonéziai)        | Európán kívüli műzenék (arab, indiai, kínai, japán, indonéziai) | Európán kívüli műzenék (arab, indiai, kínai, japán, indonéziai) | Európán kívüli műzenék (arab, indiai, kínai, japán, indonéziai) | Európán kívüli műzenék (arab, indiai, kínai, japán, indonéziai) |         |         | Színházi zene | Színházi zene | Színházi zene | Színházi zene | Színházi zene    | Színházi zene    |                  |                  | Filmzene         | Filmzene         | Filmzene | Filmzene | Filmzene | Filmzene |  |  | Régi szórakoztató zenék (szimfonikus szórakoztató zene) | Régi szórakoztató zenék (szimfonikus szórakoztató zene) | Régi szórakoztató zenék (szimfonikus szórakoztató zene) | Régi szórakoztató zenék (szimfonikus szórakoztató zene) | Régi szórakoztató zenék (szimfonikus szórakoztató zene) | Régi szórakoztató zenék (szimfonikus szórakoztató zene) |                   |                   | Modern szórakoztató zenefajták (könnyűzene, 20. század) | Modern szórakoztató zenefajták (könnyűzene, 20. század) | Modern szórakoztató zenefajták (könnyűzene, 20. század) | Modern szórakoztató zenefajták (könnyűzene, 20. század) | Modern szórakoztató zenefajták (könnyűzene, 20. század) | Modern szórakoztató zenefajták (könnyűzene, 20. század) |  |  |  |  |  |  |  |  |  |  |  |  |  |  |  |  |  |  |  |  |  |  |  |  |  |  |  |  |  |  |  |  |  |  |  |  |
|  |  |  |  | Klasszikus zene (Komolyzene) | Klasszikus zene (Komolyzene) | Klasszikus zene (Komolyzene) | Klasszikus zene (Komolyzene) | Klasszikus zene (Komolyzene)                                           | Klasszikus zene (Komolyzene)                                           |                                                                        |                                                                        | Európán kívüli műzenék (arab, indiai, kínai, japán, indonéziai)        | Európán kívüli műzenék (arab, indiai, kínai, japán, indonéziai)        | Európán kívüli műzenék (arab, indiai, kínai, japán, indonéziai) | Európán kívüli műzenék (arab, indiai, kínai, japán, indonéziai) | Európán kívüli műzenék (arab, indiai, kínai, japán, indonéziai) | Európán kívüli műzenék (arab, indiai, kínai, japán, indonéziai) |         |         | Színházi zene | Színházi zene | Színházi zene | Színházi zene | Színházi zene    | Színházi zene    |                  |                  | Filmzene         | Filmzene         | Filmzene | Filmzene | Filmzene | Filmzene |  |  | Régi szórakoztató zenék (szimfonikus szórakoztató zene) | Régi szórakoztató zenék (szimfonikus szórakoztató zene) | Régi szórakoztató zenék (szimfonikus szórakoztató zene) | Régi szórakoztató zenék (szimfonikus szórakoztató zene) | Régi szórakoztató zenék (szimfonikus szórakoztató zene) | Régi szórakoztató zenék (szimfonikus szórakoztató zene) |                   |                   | Modern szórakoztató zenefajták (könnyűzene, 20. század) | Modern szórakoztató zenefajták (könnyűzene, 20. század) | Modern szórakoztató zenefajták (könnyűzene, 20. század) | Modern szórakoztató zenefajták (könnyűzene, 20. század) | Modern szórakoztató zenefajták (könnyűzene, 20. század) | Modern szórakoztató zenefajták (könnyűzene, 20. század) |  |  |  |  |  |  |  |  |  |  |  |  |  |  |  |  |  |  |  |  |  |  |  |  |  |  |  |  |  |  |  |  |  |  |  |  |

A népdalgyűjtők, vagy csak röviden „gyűjtők” azok, akik az adatközlőnek nevezett naiv művészek repertoárját lejegyzik, rögzítik. A népzenekutatók ezeket a lejegyzéseket vizsgálják, elemzik.
Az összehasonlító népzenekutatás az egyes népek népzenéinek viszonyát vizsgálja, így próbálva fényt deríteni a hagyományok kapcsolataira, eredetére.

## Más népek népzenéi

### Európai
- Albán zene
- Alpesi népzene (Ausztria, Svájc, Dél-Németország, Dél-Tirol, Szlovénia)
- Fado (Portugália)
- Flamenco (Spanyolország)
- Klapa (Horvátország)
- Klezmer (kelet-európai jiddis)
- Rembétiko (Görögország)
- Tengerésznóta (Anglia, Skócia, Wales)

### Egyéb
- Afrika zenéje
- Indiai zene
- Japán zene
- Török zene

## Külső hivatkozások
- Folklór Adatbázis
- Polyphony Projekt - Ukrajna legnagyobb internetes népzenei archívuma